# Prostitució

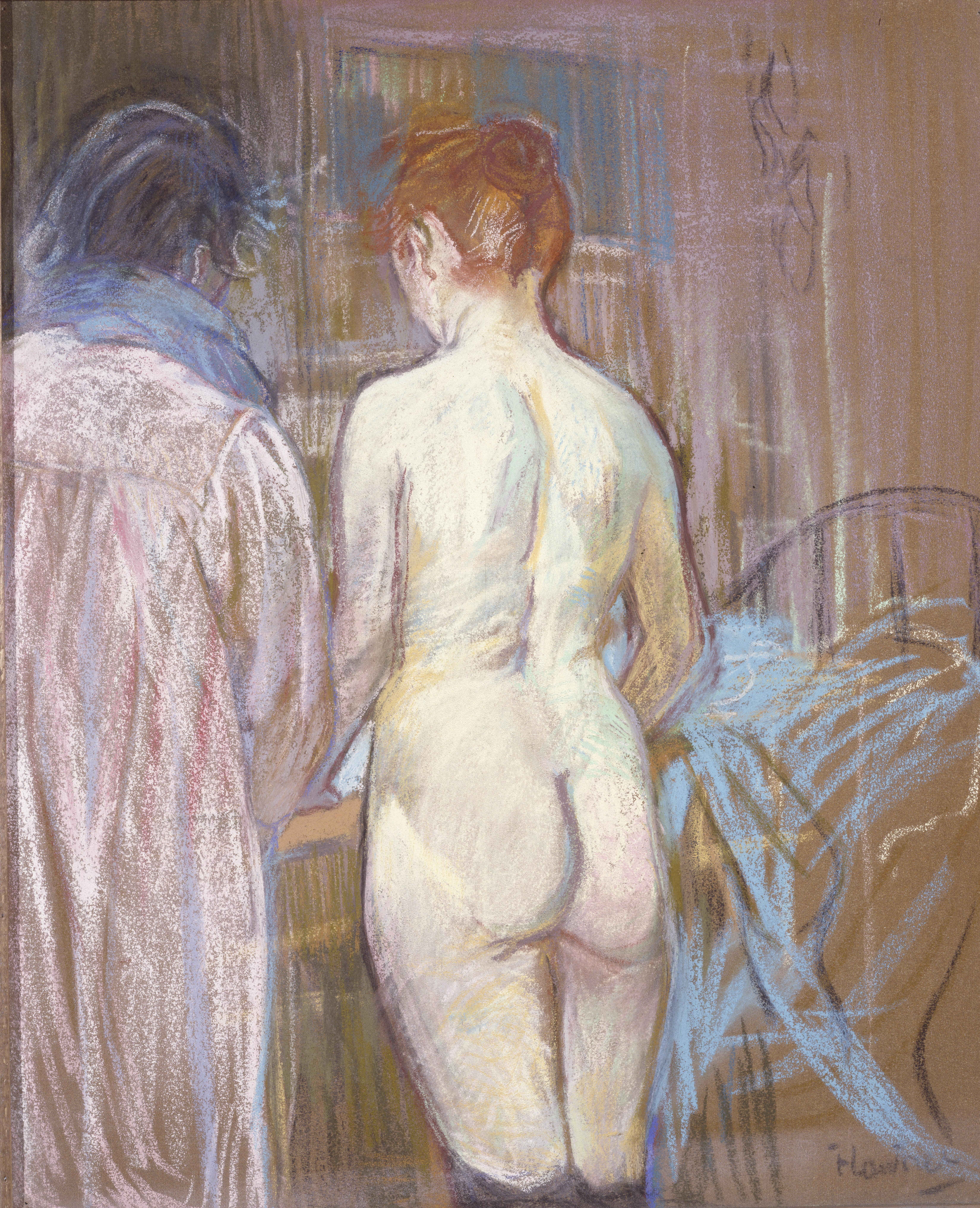
Femmes de Maison d'Henri de Toulouse-Lautrec (1885)

La prostitució és un negoci consistent en la pràctica de mantenir relacions sexuals de manera habitual i professional a canvi de diners, és a dir, amb finalitats de lucre. Tradicionalment, és una professió que s'ha considerat immoral, sovint hipòcritament, mentre que les persones que exerceixen aquesta professió son sovint menystingudes, estigmatitzades o criminalitzades.
Les dones que venen el seu treball sexual s'anomenen «meretrius» o «prostitutes». Alguns noms despectius o pejoratius son putes, meuques, cueques, barjaules, o bagasses, entre d'altres. També hi ha noms eufemístics, com dones públiques o a vegades fins i tot massatgistes (tot i que la professió de massatgista normalment no comporta prostitució). Alguns noms despectius antiquats serien fembra pecadriu, àvol fembra, fembra comuna, fembra pública, fembra vil, folla fembra, o mala fembra, en que «fembra» vol dir simplement «dona».
Per altra banda, els homes que exerceixen la prostitució s'anomenen «prostituts», que ens dona «un prostitut», «el prostitut», en singular. Un jove amant d'una dona que el manté s'anomena gigoló, tot i que es pot argumentar que no és el mateix que la prostitució. Algun nom eufemístic podria ser home públic o fins i tot massatgista.
Els homes que compren aquests serveis s'anomenen puters o bagassers, i des del punt de vista capitalista, es poden anomenar clients. Tot i que la incidència de dones que compren serveis sexuals és estadísticament molt baixa, les dones que usen aquests serveis s'anomenen puteres i bagasseres.
Sovint, la prostitució està lligada a la pràctica del proxenetisme i a el tràfic de persones. El proxenetisme és un delicte que consisteix en l'explotació de persones adultes, adolescents o infants, normalment per engany, violència o coacció, per part de terceres persones que es beneficien majoritàriament dels diners, o totalment (esclavitud). De vegades, participar en un producte pornogràfic es considera prostitució o treball sexual.
Nombroses cultures, civilitzacions, religions i sistemes filosòfics han tendit sistemàticament, des de temps immemorials, a titllar la prostitució d'activitat bruta i viciosa contraposant-hi la virtut i la decència com a valors antitètics.
El món de la prostitució mou grans quantitats de diners. Generalment és una pràctica tolerada, tot i que rarament legalitzada, i és precisament la seva no regulació (buit legal) el motiu que fa que generi uns importants fluxos de diner no controlats per l'estat ni, per tant, subjectes a impostos. A Suècia, fins i tot, la llei persegueix el client que contracta els serveis de professionals del sexe. A Espanya existeix un buit legal, no es considera delicte, però tampoc està regulada com a activitat legal. La manca de consens entre països agreuja un problema que més que polític, és cultural.

## Història
Descrita com "la professió més antiga del món", un mite patriarcal i masclista que en justifica el consum, les primeres mencions a aquesta pràctica daten del segle xviii aC i es refereixen a la prostitució sagrada, és a dir, a les dones que tenien relacions sexuals en honor de les divinitats. Els historiadors indiquen que les primeres dones eren esposes estèrils que decidien dedicar-se a ser "esposes de tots" o dels déus per ocupar un lloc a la societat, més endavant, es van començar a reclutar joves per part de les castes sacerdotals i també homes (en la seva majoria després d'un procés de castració). A l'Índia aquestes persones rebien el nom de devadâsî i complien amb ritus similars. Posteriorment van sorgir les prostitutes comunes, que van exportar-se a altres indrets.
A Grècia, hi havia diversos tipus de prostitució. Les pornai ocupaven el graó més baix de la jerarquia, eren esclaves (nascudes d'altres esclaves o adquirides com a botí de guerra) que depenien d'un ciutadà que es quedava gran part dels seus ingressos (els primers proxenetes). Al següent graó hi havia les prostitutes independents, que portaven roba al·lusiva i sovint treballaven també com a ballarines. Més amunt se situava l'hetera o hetaira, una dama de companyia o cortesana, educada per relacionar-se amb homes de gran estatus i precedent de la geisha japonesa. Una de les heteres més famoses és Aspàsia de Milet. Els tres tipus de prostitució eren legals i tolerats, excepte a Esparta, sembla que pel fet de tenir un altre tipus de moneda, que no propiciava l'establiment de bordells.
A Roma proliferava la prostitució de baix nivell, amb l'afegit de joves orfes d'ambdós sexes que eren criats pels seus protectors per a aquest fi. Els Floràlia van estendre la prostitució entre les ciutats romanes i es va fer necessari regular els lupanars, bordells o prostíbuls, on les dones s'anunciaven nues, especialment els dies de jocs. A les comunitats d'origen etrusc, es permetia que dones pobres exercissin la prostitució per contribuir a la seva dot.

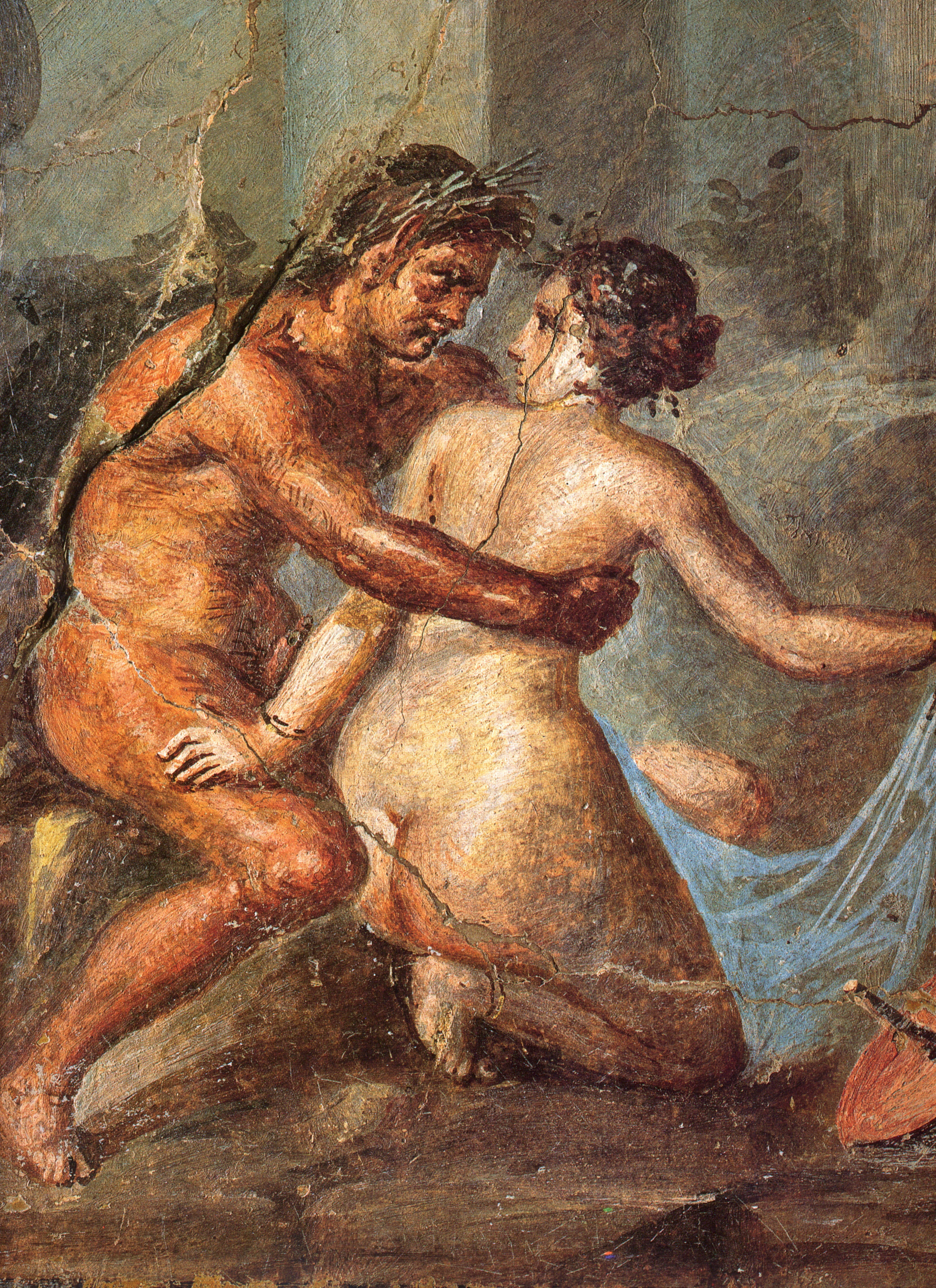
Prostitució a Pompeia

Tant el cristianisme com l'Islam van condemnar la prostitució com a pecat, tant per a qui oferia els serveis sexuals com per a qui els comprava, però no per això va desaparèixer aquesta pràctica. Moltes dones musulmanes repudiades tenien com a única font d'ingressos possible esdevenir prostitutes, en una situació similar a la de les vídues índies. L'expansió de les malalties de transmissió sexual va fer que es comencés a perseguir la prostitució a les ciutats (per prevenir-les, està documentat l'ús del preservatiu des del segle xviii). Aquesta persecució va empresonar per primer cop les prostitutes i va fer proliferar els asils per a les penedides. Anglaterra, fins i tot, va ordenar deportar les detingudes a les Amèriques.
A les cultures orientals i precolombines existeixen també referències a la prostitució, com el cas ja esmentat de la geisha o les āhuiyani asteques, per citar-ne dos exemples.

## Modalitats

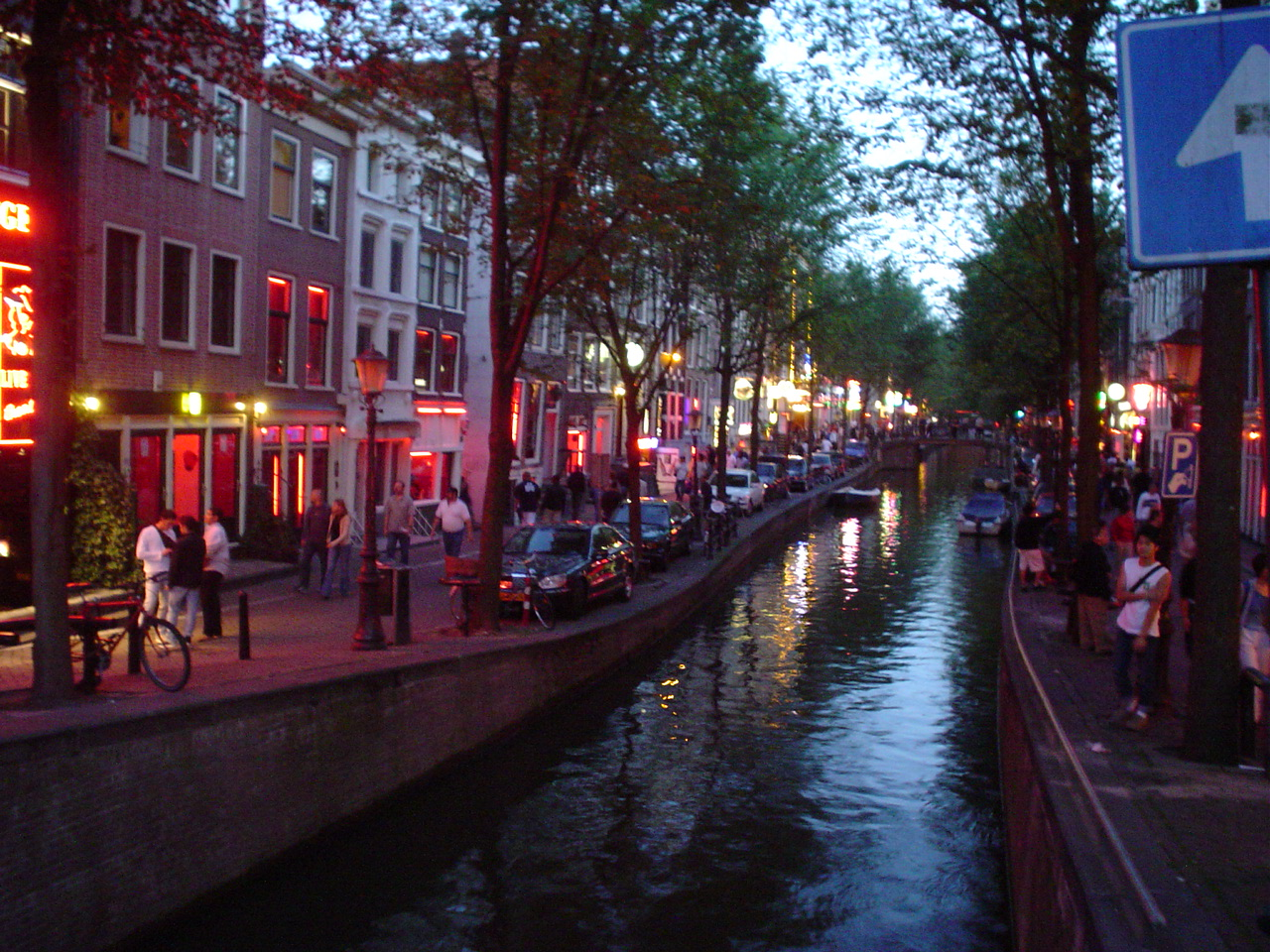
El barri vermell d'Amsterdam

La prostitució femenina és la més desenvolupada. El poder social dominant de l'home i la dependència econòmica de la dona (sostre de cristall) han convertit al gènere femení en el més vulnerable davant la pràctica del comerç del sexe. De fet, segons un estudi publicat per OpenData, remarca que la major part de víctimes de prostitució a Europa provenen dels països amb les rendes més baixes, com és el cas d'Ucraïna (42%), Moldavia (42%) i Romania (7%). En el món occidental, les formes en què les dones exerceixen la prostitució són principalment les següents:
- Prostitució de carrer. Moltes d'aquestes dones exhibeixen el seu cos al carrer, davant de la gent. Esperen que el client estigui interessat i els dos aleshores van al racó. La modalitat més arriscada i generalment la de preu més baix. Les prostitutes s'exhibeixen a la via pública i esperen els puters, que acorden amb elles el preu (d'aquí la idea de contracte sexual). El client, generalment, arriba amb cotxe i, un cop assolit l'acord, hi fa pujar la dona i se l'emporta a un descampat o zona aïllada per tal de fer les pràctiques sexuals dins del cotxe. En alguns barris marginals, o més degradats socialment, ni tan sols s'utilitza el cotxe com a mitjà d'apropament, sinó que es negocia a peu dret en ple carrer i les prostitutes ja tenen disposada, per satisfer el client, una habitació en alguna casa dels voltants. Una variació d'aquesta modalitat són les prostitutes de carretera. Aquesta modalitat ha crescut en les darreres dècades davant les pressions veïnals per erradicar la prostitució als centres urbans. En aquest cas, les meuques esperen els seus clients al voral de la carretera, generalment sempre al mateix lloc.
- De bordell La prostitució es pot exercir també en locals especialment estructurats en habitacions preparades per a dur a terme pràctiques sexuals. El bordell com a establiment és similar a un hotel, però orientat a garantir la intimitat de les parelles. Ha absorbit molt de la pràctica de la prostitució. En aquests casos, el client, a més de pagar a la prostituta, també es fa càrrec de les despeses del lloguer de l'habitació. Durant l'edat mitjana, a Barcelona, ja existien els bordells i estaven sotmesos a la regulació del Consell de Cent. Els més coneguts eren els de Viladalls, la Volta d'en Torre i el Canyet (també conegut com a Hostal d'en Sala).[32]
- Les barres americanes varen tenir molta importància a Espanya durant la segona meitat del segle xx, com a lloc de trobada on contactar amb prostitutes. Actualment es troben en clara regressió davant la consolidació d'altres alternatives. Anomenades també clubs, han anat desapareixent dels entorns urbans, per donar pas a alternatives més sofisticades i discretes. Tingueren molta importància en la postguerra quan la prostitució era més perseguida. Aquests bars es distingeixen perquè no es pot veure l'interior del local. El seu horari de funcionament és gairebé exclusivament nocturn, tenen una estètica dominada pels llums de neó a fora i la llum escassa a dins. Les prostitutes serveixen copes rere la barra o simplement esperen assegudes en un tamboret o en una taula perquè els clients se'ls acostin i les convidin a una copa. Mentre el client va pagant consumicions, negocien algun tipus de contacte sexual, que generalment es duu a terme, un cop tancat l'acord, en reservats situats al local o en els pisos superiors o propers. La prostituta sol percebre un percentatge sobre el total de les consumicions del client. Els clubs de carretera, generalment freqüentats per transportistes i persones amb ocupacions que els obliguen a molts desplaçaments, són una variant de la barra americana de ciutat. Continuen funcionant amb normalitat al llarg de tota la geografia espanyola.
- Les saunes i pisos de relax. A la ciutat, la majoria de prostitutes actua en pisos dedicats a la prostitució. Es tracta de pisos o locals especialment dissenyats pel comerç sexual; són molt compartimentats, i és on les dones cobren un percentatge del preu que el client abona per cada servei, i una altra part va a parar a mans del propietari del pis. Generalment, aquests locals són atesos per senyores que fan d'intermediàries entre el client i la prostituta. Les saunes i cases de massatge acullen sovint formes de prostitució, si bé en molts casos les pràctiques són limitades només a tocaments i masturbació del client sense penetració.
- Locals d'ambient
- A domicili
- En locals d'intercanvi. A mesura que s'han anat liberalitzant els costums i les pràctiques sexuals s'han estès els locals d'intercanvi de parelles. La pràctica sexual consentida i volguda conjuntament per tots dos dins de la parella s'ha anat consolidant com una alternativa al consum individual de la prostitució. No obstant això, aquests casos no són generalment enquadrables com a prostitució, ja que les parelles que interaccionen sexualment no sempre exerceixen la prostitució amb la finalitat d'obtenir un benefici econòmic, sinó que cerquen compartir amb una altra parella el sexe per pur plaer. En aquests locals però, es disposa habitualment de "parelles" que formen part del negoci i exerceixen la prostitució, amb les quals les "parelles clients" es poden relacionar pagant un preu.
- La GFE o girlfriend experience[33] suposa una interacció més gran a nivell personal en comparació amb els serveis que ofereix una prostituta normal, tot i que el grau d'interacció canvia depenent de la persona. La gran diferència i característica principal en un servei GFE és que no es fixa la prioritat a tenir sexe, sinó a tenir una experiència més íntima i personal.
- La PSE o pornstar experience[33] la practiquen noies exuberants i desinhibides, tot sovint estrelles del porno que es converteixen en escorts o senzillament escorts, ofereixen als seus clients un sexe brut, dur, molt intens i sense afecte que recrea l'alta intensitat i lubricitat del cinema porno. Molts clients amb tendència per les fantasies i amb desitjos de dominació-submissió s'inclinen per la PSE. Entre escorts no és comú que una noia que ofereix serveis de GFE també els ofereixi de PSE.

## Polítiques sobre la prostitució
Les actituds legals i socials sobre la prostitució varien enormement segons els indrets, èpoques i sectors analitzats. L'edat de consentiment sexual marca el límit a partir del qual es pot començar a legislar sobre la prostitució, l'abús infantil és un delicte penat a gairebé tots els codis penals del món.
La prostitució és il·legal a la majoria de països musulmans, a la Xina i molts estats dels EUA. És il·legal contractar els serveis de prostituts a països com Suècia, mentre que aés il·legal tenir negocis relacionats amb la prostitució a molts països europeus, al Canadà o l'Índia. En aquests casos, la prostitució és alegal, és a dir, no regulada. En canvi està reconeguda i legalitzada a Holanda, Bolívia o Mèxic, per exemple.

### Prostitució a Europa
La prostitució està regulada com a professió a Holanda, Alemanya, Àustria, Suïssa, Grècia, Turquia, Hongria i Letònia. A la majoria de països està prohibida l'exposició pública per part de les prostitutes, excepte en les anomenades zones de tolerància o en locals tancats. És legal, però no està regulada i la prostitució organitzada (prostíbuls i proxenetisme) és il·legal a Espanya, Portugal, Itàlia, Regne Unit, Bèlgica, Rep. Txeca, Polònia, Estònia, Bulgària, Xipre, Malta, Estònia i Finlàndia. És il·legal contractar els serveis de prostitutes (es penalitza als clients) a França, Islàndia, Noruega, Suecia i Irlanda del Nord. Finalment, la prostitució és il·legal en totes les seves formes (es penalitza tant als clients com a les prostitutes) als països de l'antiga Iugoslàvia (Sèrbia, Eslovènia, Croàcia, Bòsnia, Montenegro i Macedònia), Albània, Romania, Moldàvia Ucraïna, Belarús, Lituània i Rússia.
La possessió de bordells és il·legal a la majoria de països europeus, però aquests adopten altres noms que sí que estan permesos, com clubs, locals de massatge, saunes o similars.
En 2010, el Ministeri de Sanitat d'Espanya va publicar un ampli informe sobre salut sexual i reproductiva basat en una enquesta nacional feta el 2009, i a la qual es va entrevistar 10.000 homes i dones més grans de 16 anys. Segons aquest informe, un 32% d'homes i un 0,3% de dones ha pagat almenys una vegada per mantenir relacions sexuals. D'aquest 32% d'homes, un 10% ha recorregut a aquesta pràctica una vegada i la resta, un 22%, més vegades. Un 20% d'homes de 24 a 35 anys paguen pel sexe però els principals usuaris són els majors de 35 anys. Un 92% d'homes contracten dones mentre que en el cas de les dones clientes la proporció entre serveis hetero i homosexuals és semblant.

### Arguments per a la legalització
Mentre que la prostitució infantil o forçada pot ser un delicte, molts argumenten que hi ha persones que exerceixen lliurement la prostitució i que, per tant, cal una regulació que els doti de drets laborals (i també obligacions fiscals). En una línia similar a la legalització de les drogues, argumenten que si el mercat sexual fos legal, es reduiria la criminalitat associada i permetria a les prostitutes que volguessin deixar la seva feina reduir l'estigma social associat. Un major control podria ajudar a millorar la salut dels treballadors sexuals, obligats a passar controls mèdics periòdics i a exercir en llocs autoritzats que compleixin amb les condicions de seguretat i higiene. Determinades ONG afirmen que seria una manera de reduir la propagació de la sida.
Altres afirmen que negar la seva existència o pretendre'n l'erradicació és pura hipocresia. La prostitució pot ser necessària per satisfer les necessitats sexuals de determinades persones, que no poden o volen accedir a un altre tipus de relació. Per acabar, els seguidors de l'anarquisme afirmen que un afer privat com és la relació sexual no hauria d'estar controlada per cap llei.
Alguns treballadors sexuals que reclamen la regulació de la seva situació s'han associat en entitats com l'espanyola Hetaira. La primera organització en defensa dels drets de les prostitutes va ser la International Committee for Prostitutes' Rights, fundada el 1985 per protestar contra la violència que pateixen algunes dones i per reivindicar l'accés a prestacions socials com la jubilació.
El moviment feminista encapçalat per Maggie O'Neill afirma que les connotacions negatives de la prostitució són fruit de la societat patriarcal, que divideix les dones entre bones i dolentes segons el seu comportament sexual, mentre que no fa el mateix amb els homes.

### Arguments en contra de la legalització
Els detractors de la regulació bàsicament consideren que la prostitució és un crim contra la persona prostituïda, inclòs si aquesta accepta l'intercanvi (ja que es veu forçada per la pobresa o els condicionaments socials, per exemple). Argumenten que adduir l'antiguitat de la professió és caure en la fal·làcia naturalista: que hagi existit sempre no vol dir que sigui una cosa positiva o que sigui immutable.
La prostitució suposa discriminació social, mancances greus de salut, menor esperança de vida, danys psicològics i major risc de drogoaddicció per a les persones que l'exerceixen. Augmenta els delictes associats, com el tràfic de persones, les bandes organitzades i l'extorsió, fins i tot en indrets on està regulada. El turisme sexual s'incrementa també per l'existència de tolerància cap a la prostitució.
La majoria d'associacions del feminisme rebutgen la prostitució com una forma d'explotació contra la dona, que esdevé un pur objecte o mercaderia que es pot comprar per al plaer (donat que la majoria de putes són dones i els clients homes estan en una posició dominant, encara que sigui per ser els consumidors).
A l'àmbit català destaca l'activitat de Gemma Lienas per lluitar contra la prostitució i la seva regulació.

#### Regularització[40]
Són coneguts tres models normatius tradicionals de la prostitució: el prohibicionista, l'abolicionista i el reglamentari.
Fins al moment, el nostre ordenament segueix el sistema abolicionista, tot i que el tractament d'aquesta matèria continua sent insuficient donada la complexitat i que es tracta d'una matèria a la tenen competències l'Estat, les autonomies i fins i tot, entitats locals.
A nivell autonòmic o municipal s'han formulat algunes ordenances més properes al model reglamentarista com el Decret del Govern Català 217/2002, de l'1 d'agost, que regula els locals públics on s'exerceix la prostitució. Aquestes normatives no suposen un intent d'implantar un sistema de normalització jurídic laboral, cosa que seria competència de l'Estat, sinó que són polítiques destinades a millorar la tranquil·litat ciutadana i assegurar l'ordre públic. Ambdues normatives es mouen en el marc dels models tradicionals, de totes maneres, junt amb aquests sorgeixen variacions, entre les que es planteja la possible consideració d'aquest exercici com un treball.
El model de reglamentació de la prostitució es caracteritza, al seu origen i a l'actualitat, per l'ordenació del mercat de la prostitució a un perímetre reservable pel control de les treballadores sexuals, que no estan exemptes de repressió i sanció si traspassen els límits d'allò tolerat. En aquest sistema, tot el que està fora del terminis de la reglamentació passa a considerar-se il·legal. Aquest és el model que segueixen alguns països como Holanda i sobretot Alemanya.
Es reafirma en la consideració de la prostitució com una pràctica inevitable, acceptable i inqüestionable i per tant, un fenomen que, lluny de ser erradicat, ha de persistir i coexistir al grup social.
El model del reglamentarisme es basa en dues formes constants d'intervenció: l'acotament d'espais i la identificació permanent. L'exemple més clar de model de reglamentació és la legislació alemanya, adoptada en gener de 2002 pel partit socialdemòcrata. Permet que les treballadores sexuals regularitzin la seva situació mitjançant contractes de treball regularitzats, i trenca amb la concepció de la prostitució com una activitat immoral. Aquest model contempla l'alta de les que exerceixen la prostitució a la Seguretat Social i la sujecció de la seva activitat dins el dret laboral.
És important tenir en compte que als països amb legislació abolicionista de llarg recorregut, com és el cas de Suècia, Noruega o Islàndia, el tràfic d'éssers humans és pràcticament inexistent.

## La prostitució al cinema
Algunes pel·lícules cèlebres que han tractat el tema de la prostitució són:
- Irma la Douce
- Whore
- Uneasy Rider
- Rocco e i suoi fratelli
- Belle de jour
- Ese oscuro objeto del deseo
- My Own Private Idaho
- Monster
- Indecent Proposal
- Pretty Woman
- Casque d'or
- Adua e le compagne

## La prostitució a la literatura
Aquesta llista inclou obres que tenen la prostitució com un dels temes principals:
- The East of Eden, de John Steinbeck
- Onze minuts, de Paulho Coelho
- Fanny Hill, de John Cleland
- Josefine Mutzenbacher
- Memoria de mis putas tristes, de Gabriel García Márquez
- Nana, d'Émile Zola
- Moll Flanders, de Daniel Defoe
- La romana, d'Alberto Moravia
- Juliette, del Marquès de Sade
- Oliver Twist, de Charles Dickens

## Curiositats
- A Barcelona, el barri del Raval era conegut com a barri xinès perquè hi havia una concentració significativa de cases amb fanals vermells a l'entrada, signe que es tractava d'un prostíbul.
- A la sèrie estatunidenca de gran èxit internacional Dallas, el personatge protagonista humiliava sovint la seva dona. Una escena, i concretament una frase, a la qual l'anomena "prostituta" (Sue Ellen, ets un pendó!) és anodina a tot el món excepte a Catalunya, on ha esdevingut mítica pel que representa al doblatge audiovisual en català.